# San Lorenzo (Colombia)
San Lorenzo è un comune della Colombia facente parte del dipartimento di Nariño.
L'abitato venne fondato da Juan Lorenzo Gómez alla fine del XVII secolo, mentre l'istituzione del comune è del 19 gennaio 1886.